# Papiermuseum Alte Dombach

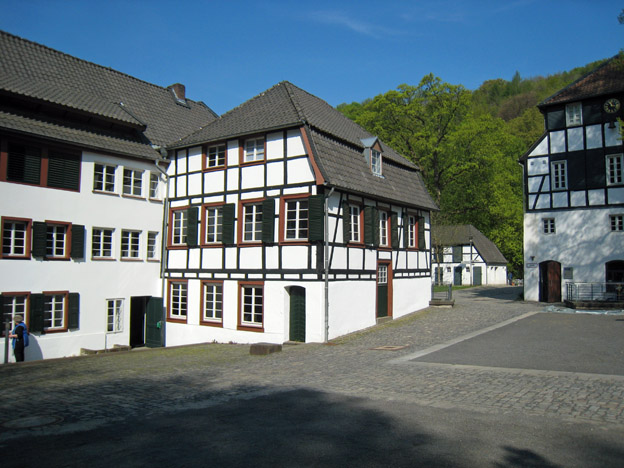
Papiermühle Alte Dombach (2011)

Das Papiermuseum Alte Dombach oder auch die Papiermühle Alte Dombach ist ein Museumsstandort des dezentralen LVR-Industriemuseums im Stadtteil Sand von Bergisch Gladbach an der Strunde. Betreiber ist der Landschaftsverband Rheinland. Das Papiermuseum ist untergebracht in den Gebäuden der ehemaligen Papiermühle Alte Dombach und einem Teil der Dombacher Papierfabrik Neue Dombach.

## Geschichte der Papiermühle

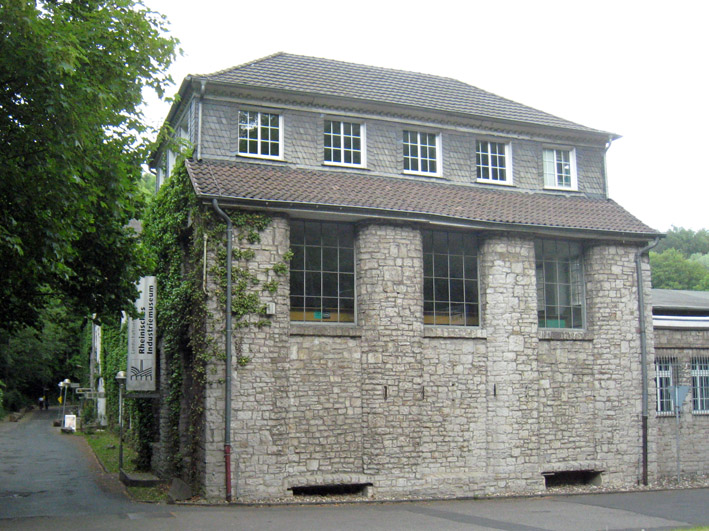
Das Fabrikgebäude Neue Dombach (2011)

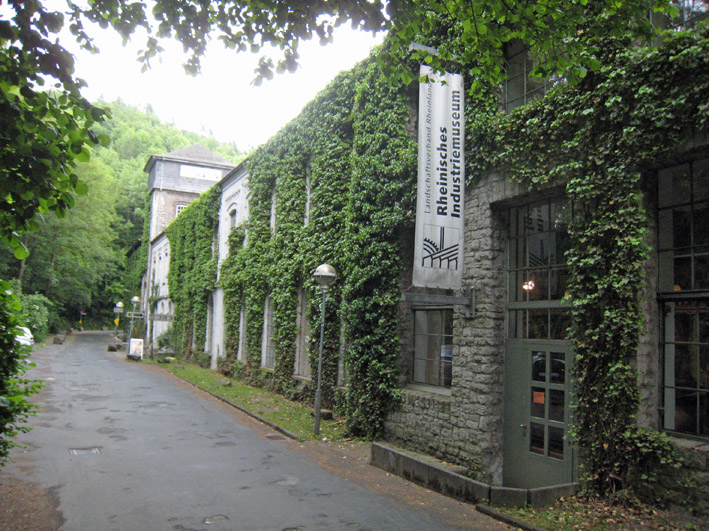
Im Maschinenraum des Fabrikgebäudes steht die alte Papiermaschine 4 (2011)

Man geht davon aus, dass die Konzession für die Betreibung einer Papiermühle in der Dombach 1614 erteilt wurde; die Urkunde ist nicht mehr erhalten. Mit den Baumaßnahmen wurde laut einer dendrochronologischen Untersuchung um 1618 begonnen. Der erste Eigentümer war Wilhelm Kessel; die Leitung der Papiermühle übertrug er dem aus Hessen stammenden Papiermacher Hendrich Fues. Die Dombach war nach zwei 1582 und 1595/96 gegründeten Mühlen die dritte Papiermühle an der Strunde. Dieser gleichmäßig Wasser führende Bach war die wichtigste Grundlage für die Papierherstellung in Bergisch Gladbach. 1685 kaufte Cornelius Fues, der Sohn des ersten Papiermachers Hendrich Fues, die Mühle. Vermutlich lebten und produzierten ab 1720 zwei Familien in der Dombach. 1746 wurde ein Teilungsvertrag geschlossen, der nicht erhalten ist. 1764 heiratete Johann Christian Müller in einen Zweig der Familie Fues ein. Sein Sohn Gustav übernahm 1802 den Betrieb und machte ihn für einige Jahrzehnte zum führenden Papier produzierenden Betrieb im Ort. Er brachte die technische Ausstattung auf den neuesten Stand und errichtete ca. 200 Meter talaufwärts eine zweite Mühle, in deren Umfeld es genügend Raum für Erweiterungen gab. 1817 waren in Müllers Betrieb 80 Menschen tätig, in der Fuesschen Mühle 20. Langfristig hatte Müller allerdings keinen wirtschaftlichen Erfolg.
1827 musste er sein Unternehmen an seinen Hauptgläubiger, Jakob Maurenbrecher aus Düsseldorf, abtreten. Maurenbrecher übernahm 1833 nach dem Tod von Wilhelm Aurelius Fues auch den anderen Teil der Dombach. Jakob Maurenbrecher und sein Sohn Wilhelm bauten die Anfang des 19. Jahrhunderts errichtete neue Mühle zur Dombacher Papierfabrik Neue Dombach aus; 1843 nahmen sie als erstes Unternehmen in Bergisch Gladbach eine Papiermaschine in Betrieb. In den 1860er und 1870er Jahren geriet die Dombach zunehmend in wirtschaftliche Schwierigkeiten.
1869 wurde das Unternehmen in eine Aktiengesellschaft unter Führung des in Köln ansässigen Schaaffhausenschen Bankvereins umgewandelt; die Geschäftsführung lag bei Wilhelm Maurenbrecher. Die Probleme sollten durch umfangreiche Investitionen gelöst werden: In der ersten Hälfte der 1870er Jahre wurde die Fabrik um einen Gebäudekomplex mit einer weiteren Papiermaschine erweitert.
Das Unternehmen ließ sich jedoch nicht retten; 1875 beschloss der Schaffhausensche Bankverein die Liquidation. Die Papierfabrik Zanders, zu diesem Zeitpunkt bereits der größte Papierproduzent am Ort, wurde 1876 unter ihrer Firmenchefin Maria Zanders neue Eigentümerin der gesamten Dombach. Zum Zeitpunkt des Verkaufs waren in der Dombach 160, bei der Papierfabrik Zanders 380 Arbeiter beschäftigt.
Bis zum Ersten Weltkrieg baute man die Dombacher Anlagen wiederholt aus; um 1900 wurden beide Papiermaschinen ersetzt bzw. modernisiert. Die Produktion in der alten Mühle wurde um 1900 eingestellt, die ehemaligen Fabrikantenwohnräume als Werkswohnungen genutzt. Die Produktionsräume standen zunächst leer, bis sie 1952 ebenfalls zu Wohnungen umgebaut wurden.
1930 wurde auch die Dombacher Papierfabrik Neue Dombach stillgelegt; hier sind seitdem verschiedene Gewerbebetriebe untergebracht.

## Das Museum
Im Dezember 1987 übertrugen die Zanders Feinpapiere AG und die J.W. Zanders AG die Gebäude und Liegenschaften der Alten Dombach dem Landschaftsverband Rheinland zur Eingliederung in das LVR-Industriemuseum. Seit 1999 ist das Museum eröffnet. Es behandelt die Geschichte der Papierherstellung und der Papierverwendung seit ca. 1750 bis heute.

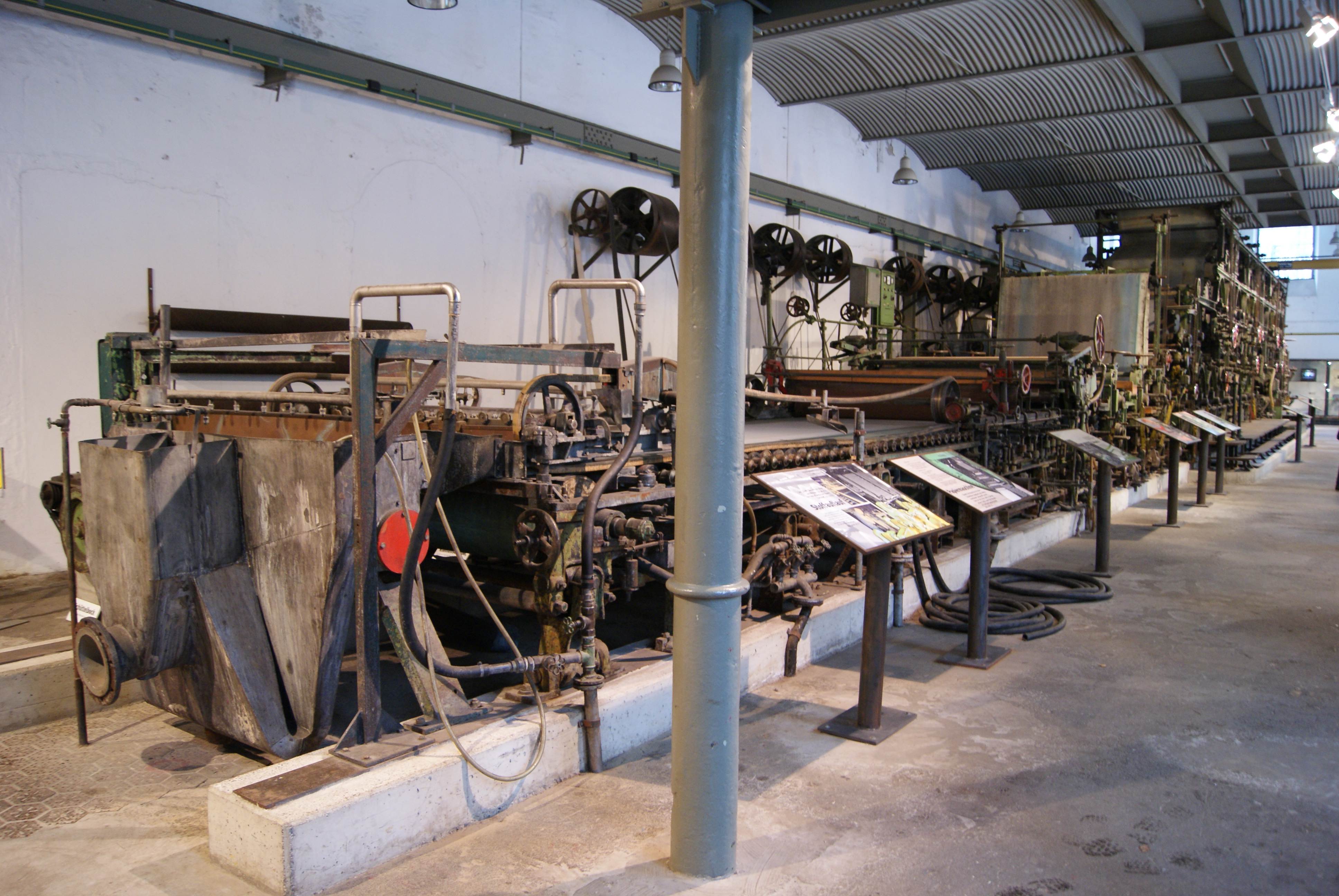
Die Papiermaschine 4 von 1889 war noch bis 1991 im Zanders-Werk im Einsatz (2013)

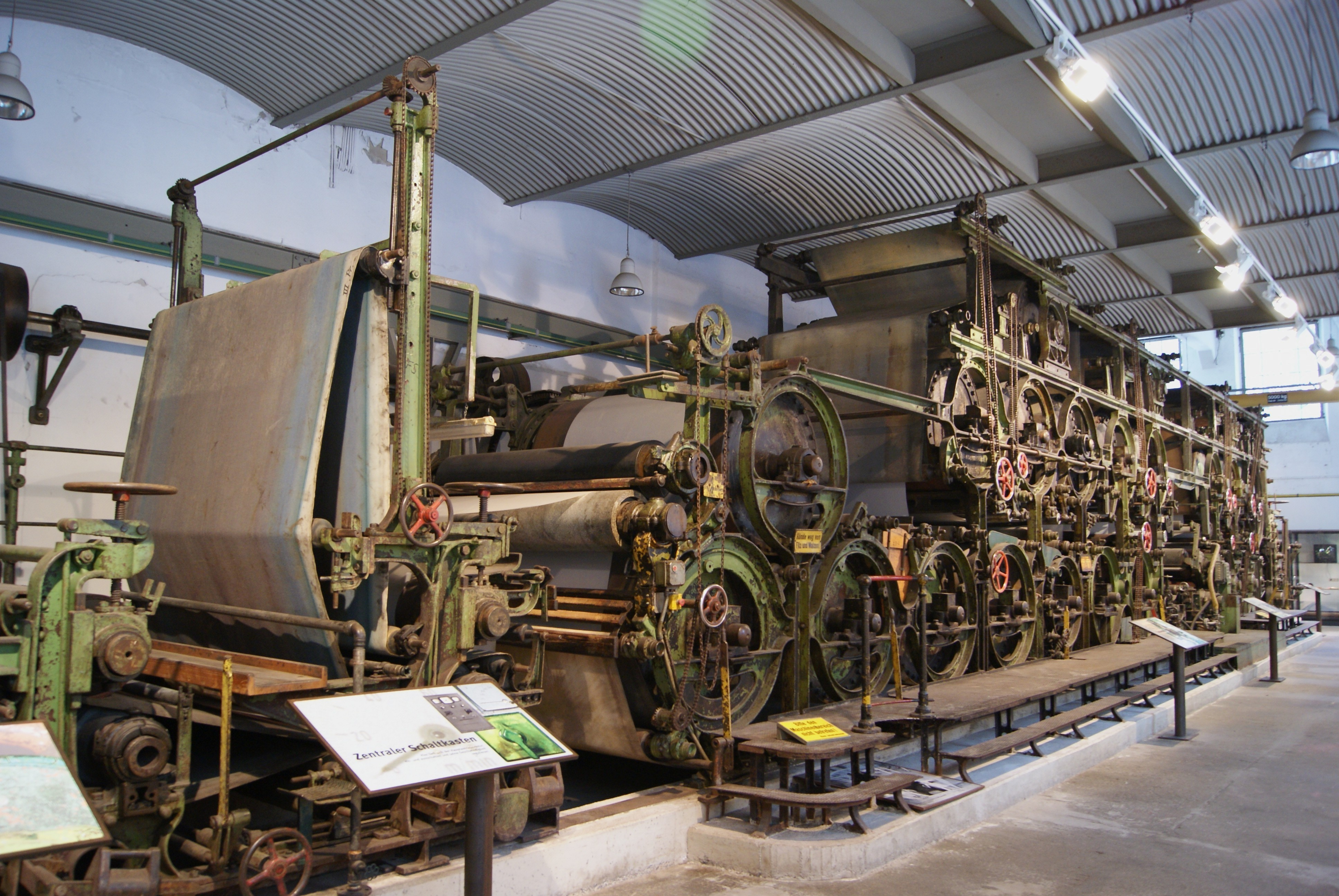
Detailansicht der sog. Trockenstraße der PM 4 (2013)

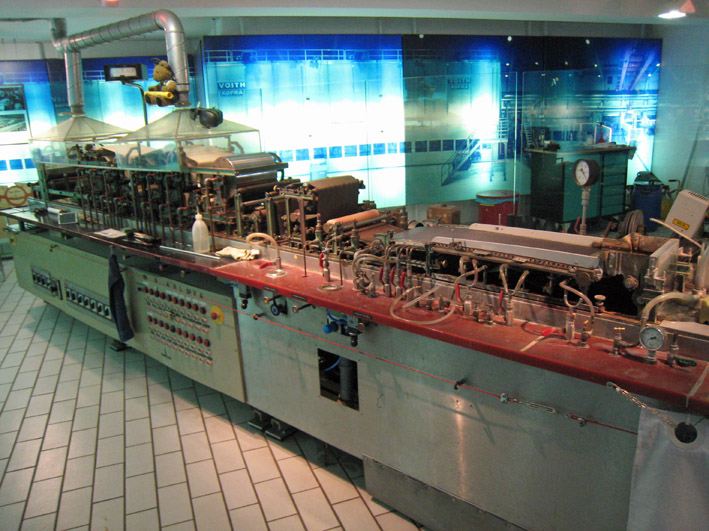
Mit der Laborpapiermaschine wird die Herstellung von Papier vorgeführt (2011)

### Häuser/Abteilungen
- Am Mühlengebäude wurde zur Darstellung der vorindustriellen Fertigung von Papier das nach der Stilllegung demontierte Mühlrad ersetzt. Es treibt ein Lumpenstampfwerk an. Im Mühlengebäude wird das Schöpfen von Papier vorgeführt; die Besucher können es auch selbst ausprobieren.
- Im Trockenhaus ist der Museumsshop untergebracht. Hier werden auch Sonderausstellungen präsentiert.
- Im Wohnhaus für Papiermacherfamilien befindet sich ein Café.
- In einer Halle der ehemaligen Papierfabrik Neue Dombach ist die von 1889 stammende Papiermaschine 4 (PM 4) der J.W. Zanders AG zu sehen, die noch bis 1991 im Berg. Gladbacher Werk (Gohrsmühle) im Einsatz war.
- In einem Freigelände zwischen der Alten Dombach und der Neuen Dombach stehen verschiedene alte Maschinen.

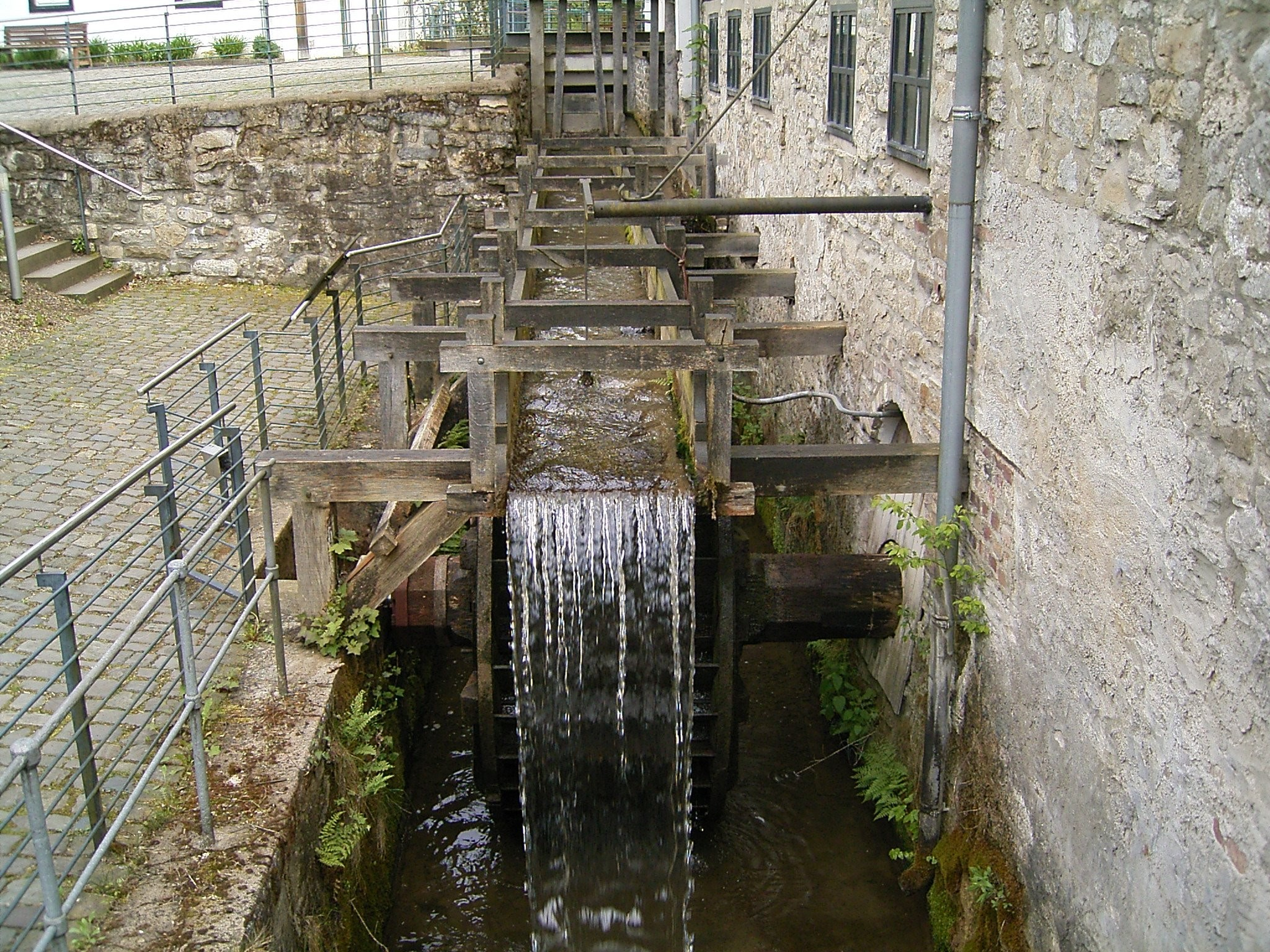
An alter Stelle wurde ein neues Mühlrad installiert.
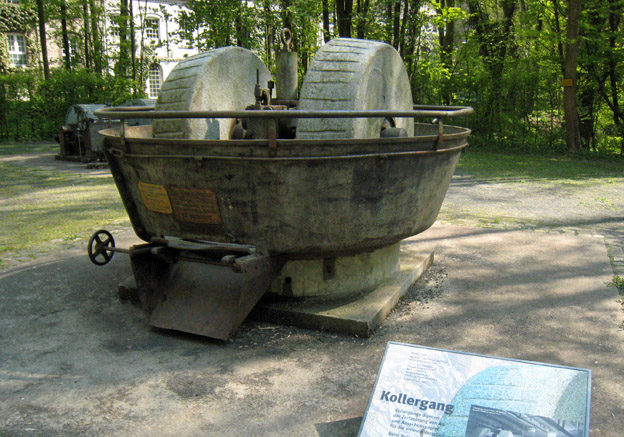
Mit dem Kollergang wurde Altpapier zerfasert.
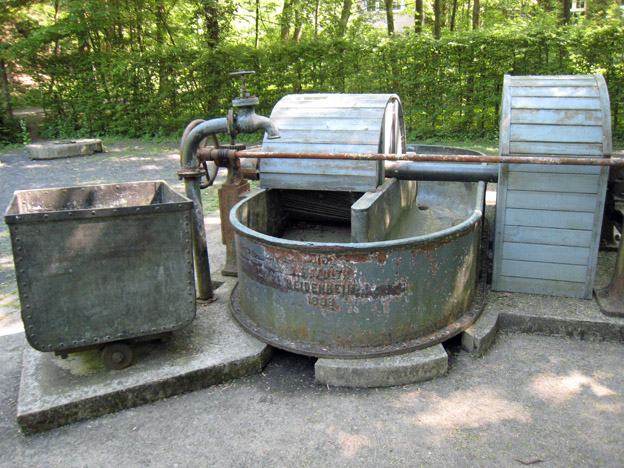
Im Holländer werden die aufbereiteten Rohstoffe zerfasert bzw. zerkleinert.
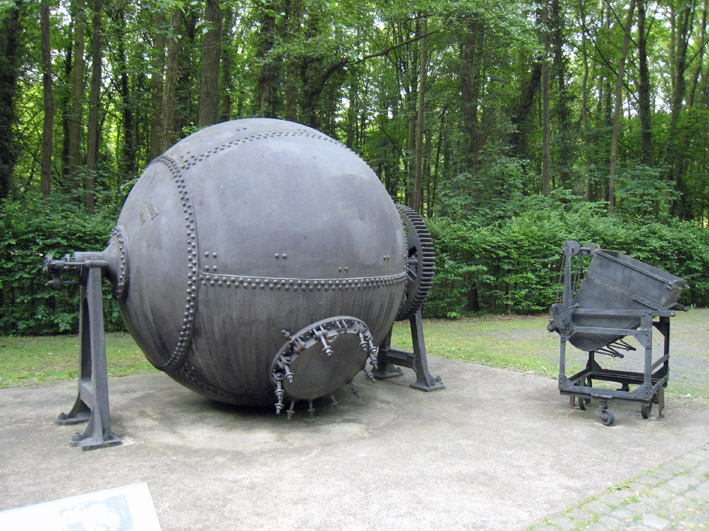
Im Kugelkocher werden die Hadern gekocht.
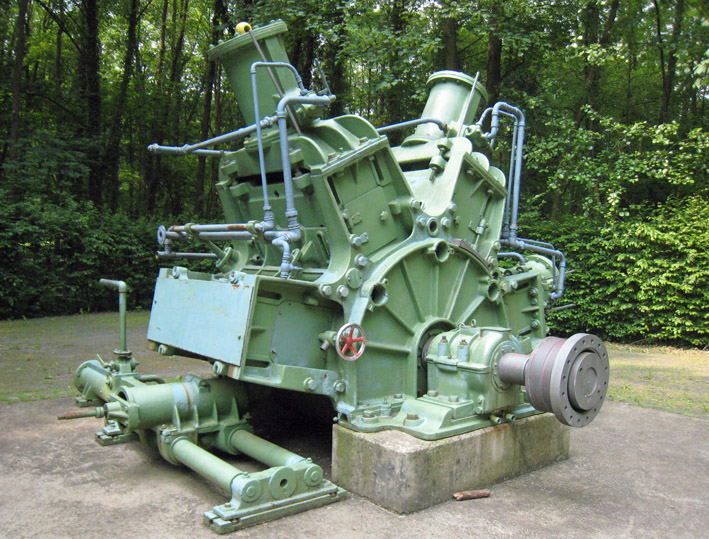
Mit dem Holzschleifer wird das für die Papierherstellung benötigte Holz zerfasert

### Vorführungen
Bei den Führungen wird regelmäßig die maschinelle Herstellung von Papier mit einer Laborpapiermaschine vorgeführt. Weitere historische Maschinen stehen ebenfalls im Einsatz. Die Verwendung von Papier dokumentieren zahlreiche historische Papierprodukte.

## Denkmal
Das Gesamtobjekt wurde als Denkmal unter Nr. 53 in die Liste der Baudenkmäler in Bergisch Gladbach eingetragen.